# ポルトガル空軍

ポルトガル空軍（ポルトガルくうぐん、ポルトガル語: Força Aérea Portuguesa、FAP）は、ポルトガルの空軍。

## 概要
空軍の起源は1912年に設立された陸海軍の航空隊に求められる。1952年7月1日に陸軍航空隊と海軍航空隊は統合され新軍種として独立する。
ポルトガル軍における航空隊の歴史は、1911年に設立された気球中隊に遡ることができる。これは、陸軍の電信部隊の中に設立されたもので、後に少数の航空機も配属された。第一次世界大戦に連合国側として参戦したポルトガル軍は戦闘用航空機は保有していなかったものの、少数のパイロットがフランス軍の航空隊に参加している。
1918年に航空隊が設立されると、同時にアルヴェルカに飛行学校も設立された。
1949年にポルトガルは北大西洋条約機構(NATO)に原加盟国として参加する。1952年に陸軍航空隊は海軍航空隊と統合され、独立空軍となった。
1960年代には、植民地であったアンゴラやポルトガル領ギニア（ギニアビサウ）、モザンビークでの紛争に関与し、1974年のクーデターにも関与している。
1975年までに各植民地が独立すると、空軍は大規模な再編制を行っている。1974年には850機の航空機を保有していたが、2年後の1976年にはその三分の一にまで機数を減らしている。
1990年にA-7P攻撃機の代替として、アメリカから20機のF-16A/B Block 15 OCUの導入を決定、1994年から引き渡しが行われた。また、他国では海軍が運用することの多いP-3P哨戒機をポルトガル空軍は保有している。

## 組織
空軍は大きく3つの指揮命令系統組織に分かれている。2007年時点で現役7,100人。戦闘機パイロットの平均飛行時間は180時間/年。
- 空軍人事集団（CPFA）
- 空軍作戦集団（COFA）
- 空軍兵站管理集団（CLAFA）

### 中央機関
空軍参謀総長（CEMFA）の下で空軍は指揮される。
空軍参謀本部は空軍中将を次長に指定し、最高意思決定機関として機能し以下の組織を直接指揮下におさめる。
- 空軍参謀本部（EMFA）
  - 空軍監察官
  - 空軍高等研究所
  - 空軍士官学校
  - 情報技術総局
  - 航空博物館
  - 空軍歴史資料館
  - 空軍音楽隊

### 空軍作戦集団
空軍作戦集団（Comando Operacional da Força Aérea、COFA）は、中将を司令官に空軍の実戦部隊の運用を担当し、領空警備、計画、組織の方向性および兵装システム管理に責任を負う。
作戦集団は以下の部隊を指揮下におさめる。
- 主要空軍基地
  - 第1航空基地、リスボン県シントラ
    - 第401飛行隊、CASA C-212-300 アヴィオカー、哨戒・電子支援
    - 第502飛行隊、CASA C-212-100 アヴィオカー、戦術輸送・慣習訓練
    - 第802飛行隊、デハビランド・カナダ DHC-1 チップモンク、士官学校飛行隊

  - 第5航空基地、レイリア県モンテ・リアル（pt:Monte Real）
    - 第201飛行隊、F-16A/B OCU ファルコン、防空・海上阻止
    - 第301飛行隊、F-16AM/BM ファルコン、海上阻止

  - 第6航空基地、セトゥーバル県モンティジョ（pt:Montijo）
    - 第501飛行隊、C-130H/H-30 ハーキュリーズ、戦術輸送
    - 第504飛行隊、ダッソー ファルコン 20, ファルコン 50、救急・要人輸送
    - 第601飛行隊、P-3C/C II.5/P オライオン、哨戒・捜索救難
    - 第751飛行隊、アグスタウェストランド EH101、哨戒・各種輸送
    - （海軍飛行隊、アグスタウェストランド スーパーリンクス Mk.95、哨戒・捜索救難）

  - 第11航空基地、ベージャ県ベージャ
    - 第101飛行隊、SOCATA TB30 エプシロン、編隊飛行・基礎訓練
    - 第103飛行隊、アルファジェットA、任務転換・慣習訓練
    - 第552飛行隊、アエロスパシアル アルエットIII、戦術輸送・慣習訓練
- 支援飛行場
  - 第1交通飛行場、リスボン県リスボン
  - 第1戦略飛行場、アヴェイロ県オヴァール
  - 第4航空基地、アゾレス諸島ラジェス
    - 第711飛行隊、アグスタウェストランド EH101、捜索救難
- 警戒監視部隊
  - 第1レーダーサイト、アルガルヴェ地方モンシケ山脈フォーイア（Foia）
  - 第2レーダーサイト、ポルト県パソス・フェレイラ、ピラール山（Serra do Pilar）
  - 第3レーダーサイト、リスボン県モンテジュント山（Serra de Montejunto）
- 空軍管区 
  - アゾレス諸島空軍管区司令部、第4空軍基地管轄。
  - マデイラ諸島空軍管区司令部

### 空軍人事集団
空軍人事集団（Comando de Pessoal da Força Aérea、CPESFA）は、中将を司令官に空軍の人事管理に責任を負う。司令官の下で以下の組織がある。
- 人事局
- 指導局
- 保健局
- 法務規則局
- 社会活動部
- 宗教援助部
- 空軍保健研究所
- 空軍病院
- 航空医療センター
- 空軍心理センター
- 募兵動員センター
- 空軍軍事技術訓練センター
- ルミア基地

### 空軍兵站管理集団
空軍兵站管理集団（Comando Logístico e Administrativo da Força Aérea、CLAFA）は、中将を司令官に空軍の財務、資材調達と流通に責任を負う。司令官の下で以下の組織がある。
- 供給局
- 電子技術局
- 会計総局
- 施設総局
- 航空宇宙工学局
- 輸送局
- 行政役務部（CLAFA）
- 装備管理部
- 空軍全般資材廠
- 空軍飛行場整備員群
- 電気設備保守センター

## 装備

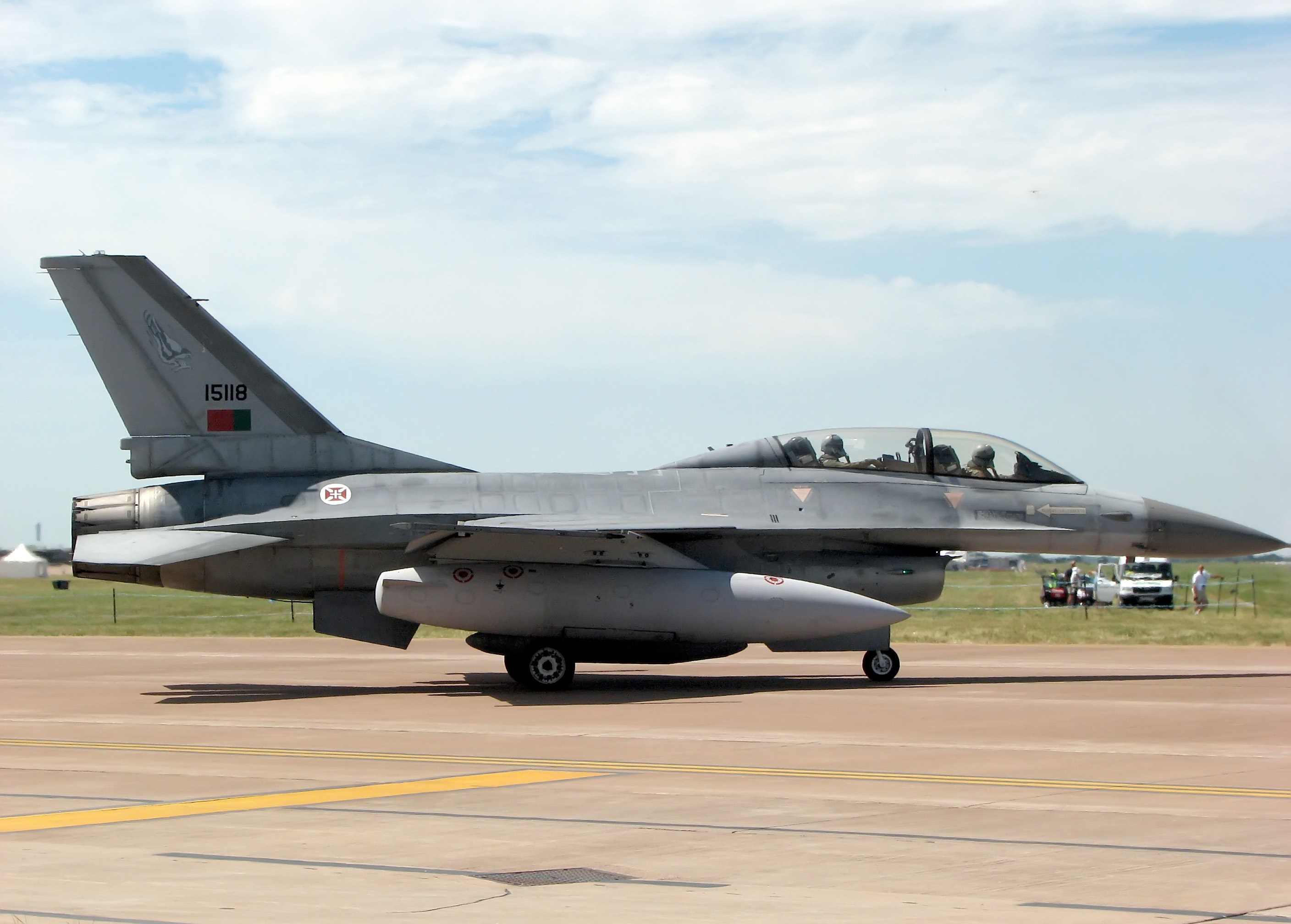
離陸体勢に入るポルトガル空軍のF-16B

### 航空機
- ジェネラル・ダイナミクス F-16A戦闘機 × 16機
- ジェネラル・ダイナミクス F-16B戦闘機 × 3機
- ロッキード・マーティン F-16MLU多用途戦闘機 × 21機
- ロッキード P-3P哨戒機 × 6機
- ロッキード C-130H輸送機 × 6機
- EADS CASA C-212B捜索救難機 × 2機（救難機型）
- EADS CASA C-212A輸送機 × 24機
- EADS CASA C-295輸送機 × 12機
- FTB-337観測機 × 12機
- ダッソー ファルコン 50汎用機 × 3機
- ダッソー＝ドルニエ アルファジェットA攻撃機 × 25機
- SOCATA TB-30練習機 × 16機
- アグスタウェストランド AW101汎用ヘリコプター × 12機
- シュド・アビアシオン SA 316汎用ヘリコプター × 18機

### ミサイル
- AGM-65B/G マーベリック空対地ミサイル
- AGM-84A ハープーン空対艦ミサイル
- AIM-9L サイドワインダー空対空ミサイル
- AIM-120 アムラーム空対空ミサイル

## 階級
| 士官               |                         |       |
| 空軍元帥           | Marechal da Força Aérea | OF-10 |
| 空軍大将           | General                 | OF-9  |
| 空軍中将           | Tenente-general         | OF-8  |
| 空軍少将           | Major-general           | OF-7  |
| 空軍准将           | Brigadeiro-general      | OF-6  |
| 空軍大佐           | Coronel                 | OF-5  |
| 空軍中佐           | Tenente-coronel         | OF-4  |
| 空軍少佐           | Major                   | OF-3  |
| 空軍大尉           | Capitão                 | OF-2  |
| 空軍中尉           | Tenente                 | OF-1  |
| 空軍少尉           | Alferes                 | OF-1  |
| 士官候補生         | Aspirante               | OF-D  |
| 准士官および下士官 |                         |       |
| 先任曹長           | Sargento-mor            | OR-9  |
| 曹長               | Sargento-chefe          | OR-8  |
| 上等軍曹           | Sargento-ajudante       | OR-7  |
| 1等軍曹            | Primeiro-sargento       | OR-6  |
| 2等軍曹            | Segundo-sargento        | OR-5  |
| 1等下士官          | Furriel                 | OR-5  |
| 2等下士官          | Segundo-furriel         | OR-5  |
| 兵卒               |                         |       |
| 先任伍長           | Cabo de secção          | OR-4  |
| 上等伍長           | Cabo-adjunto            | OR-4  |
| 1等伍長            | Primeiro-cabo           | OR-3  |
| 2等伍長            | Segundo-cabo            | OR-2  |
| 兵                 | Soldado                 | OR-1  |